# Эпизод со взглядом в прошлое
«Эпизод со взглядом в прошлое» (англ. The One with the Flashback), также «Эпизод с ретроспективным кадром» — шестой эпизод третьего сезона, а также 54-я серия американского комедийного телесериала «Друзья», впервые транслируемая на NBC 31 октября 1996 года.
Ретроспектива трёхлетней давности: серия повествует о событиях, произошедших незадолго до начала первой серии. На месте Центральной кофейни — бар-бильярдная. Фиби переезжает из квартиры Моники, но не говорит ей об этом. Рэйчел помолвлена с Барри, а Чендлер ищет соседа по квартире. У Росса нелады с браком.
Это третий и последний эпизод, в котором появляется герой Ларри Хэнкина — мистер Хэкклс, ему отведена важная для сюжета роль. Идея создания эпизода частично принадлежит актерам: для того чтобы увидеть, как аудитория отреагирует на некоторые связи героев, особенно Рэйчел и Чендлера. Зрителям не понравилось видеть их вместе, поэтому далее они никогда не сходились.
В оригинальном вещании эпизод просмотрело 23 миллиона телезрителей. Cерия занимает 46-е место среди всех 236-ти эпизодов телесериала.

## Сюжет
Все друзья и Дженис сидят в кофейне. Дженис задаёт каверзный вопрос о случаях, когда кто-нибудь из шестерых друзей спал или почти переспал с кем-нибудь из шестерых друзей. Ребят это ставит в неловкое положение; сюжет переносится на три года назад.
Фиби и Моника соседки по квартире, однако властный и педантичный характер Моники заставляет Фиби втайне от неё съехать к бабушке. Об этом знают только Росс и Чендлер, который живёт напротив. В свою очередь, Чендлер ищет соседа по квартире, последние два кандидата: фотограф Эрик и актёр-итальянец Джоуи. Эрик оказывается фотографом моделей и братом порноактрисы, что очень нравится Чендлеру. Джоуи его особо не впечатляет и он старается побыстрее его выпроводить. Однако Джоуи очень приглянулся Монике.
Росс испытывает некоторое недопонимание со своей женой Кэрол. Он немного расслабляется, когда Кэрол находит в спортзале подругу — Сьюзан.
На первом этаже дома, где живут Моника и Чендлер находится бильярдная, где компания часто проводит время. Но бар собираются закрыть и открыть на его месте кофейню. Однажды туда заглядывают три презентабельные девушки, одна из которых Рэйчел Грин. Они оживленно обсуждают её помолвку с доктором Барри Фарбером. Но Рэйчел не в восторге, что ей придется всю оставшуюся жизнь прожить с одним мужчиной. Услышав это, Чендлер пытается произвести на Рэйчел впечатление, но ничего не выходит. Подходит Моника и обменивается приветствиями и комплиментами со своей школьной подругой. Позже Моника ставит десятку на то, что больше никогда не увидит Рэйчел.
Фиби потихоньку переносит оставшиеся вещи из квартиры. В дверь стучит мистер Хэкклс с вечной просьбой «не шуметь». Когда перед ним захлопывается дверь, он встречает в коридоре Эрика с сумками для переезда в квартиру Чендлера. Но Хэкклс утверждает, что это он сосед Чендлера и спокойно заходит в его квартиру (что очень пугает Чендлера). Данная ситуация вынуждает Чендлера взять соседом Джоуи. Во время переезда Моника и Джоуи флиртуют, она приглашает его на стакан лимонада, но Джоуи понимает все превратно и мигом раздевается. Возникает неловкая ситуация.
Однажды Моника обнаруживает, что в комнате Фиби нет кровати, Фиби приходится объясняться: она говорит, что не хочет терять дружбу с Моникой из-за переживаний по поводу разлитых на подушку соусов. Моника очень расстроена переездом Фиби и отсутствием парня, Чендлер обнимает её чтобы утешить.
Росс приходит в бильярдную после закрытия, там сидит Фиби. Он рассказывает ей, что только что узнал, что его жена лесбиянка и его браку конец. Фиби пытается его утешить и, вот, они уже целуются на бильярдном столе. Но дальше дело не доходит, так как оба понимают, что это не правильно.
Рэйчел везет подружек домой и фантазирует о Чендлере, но когда её возвращают к реальности, она говорит, что думала о Барри.

## В Ролях

### Основной состав
- Дженифер Энистон — Рэйчел Грин
- Кортни Кокс — Моника Геллер
- Лиза Кудроу — Фиби Буффе
- Мэтт Леблан — Джоуи Триббиани
- Мэтью Перри — Чендлер Бинг
- Девид Швиммер — Росс Геллер

### Эпизодические роли
- Мэгги Уилер — Дженис
- Ларри Хэнкин — мистер Хэкклс
- Джон Лэр — Эрик
- Мишель Майка — Кики
- Марисса Рибизи — Бетси
- Кристи Медрано — официантка

## Особенности сценария
- Данная серия имеет множество неувязок с сюжетом сериала. Так, в 1994 году Росс и Джоуи говорят, что никогда не думали, что Чендлер — гей. Однако, мы видим, что при знакомстве, Джоуи именно так и подумал.

В 1993 году (время событий данной серии) Чендлер и Рэйчел, кажется, не знают друг друга. Тем не менее, они уже встречались шесть лет назад — на День Благодарения 1987 года в доме Геллеров. Более того, Рэйчел и Чендлер целовались на вечеринке в колледже. Однако, здесь и в пилотной серии Моника представила Чендлера Рэйчел, как будто они никогда раньше не встречались.
- Эпизод рассказывает о том, как Джоуи стал соседом Чендлера и, что уродливый голый мужик раньше был «голым красавчиком»[5].
- В данной серии Моника объясняет, как ей удаётся иметь такую большую квартиру при не очень высоком доходе: это квартира её бабушки, которая съехала во Флориду[5].

## Культурные отсылки
- Именно благодаря Джоуи Чендлер познакомился со «Спасателями Малибу», в конце эпизода они смотрят выпуск 1989 года с Николь Эггерт[7].
- Сцена с Россом и Фиби на бильярдном столе — отсылка к фильму Последний киносеанс (1971), сцене с Джейси и Эйбилином[7].

## Музыка
В сцене фантазии Рэйчел звучит Time of the Season группы The Zombies.

## Приём
В оригинальном вещании США премьеру эпизода просмотрело 23,3 млн телезрителей.
В рейтингах всех 236-ти серий, составленном «Digital Spy» и «The Telegraph & Argus», данный эпизод занимает 46-е место у обоих изданий.